# Všemina
Všemina település Csehországban, a Zlíni járásban. Všemina Neubuz, Jasenná, Dešná, Trnava és Liptál településekkel határos. Lakosainak száma 1162 fő (2024. január 1.).

## Népesség
A település lakosságának változását az alábbi diagram mutatja:
| Lakosok száma | 810  | 816  | 809  | 1086 | 1042 | 1107 | 1145 | 1134 | 1097 | 1162 |
|               | 1869 | 1900 | 1921 | 1961 | 1980 | 2011 | 2016 | 2019 | 2021 | 2024 |